# レーケー教
レーケー教（レーケーきょう、Leke もしくは Lehkei、Laikai）は、ミャンマーのカレン人を中心に信仰される宗教である。独自の文字体系であるレーケー文字を有することで知られる。信仰される地域はカレン州から東部山岳地帯を越えたタイのカレン難民キャンプにまで広がり、約200人の教師と60以上の礼拝所が存在する。「レーケー」は「髄」もしくは「本質」を意味する言葉である。

## 背景

### カレン人の新宗教運動
19世紀、カレン人が居住するタイとミャンマーの国境地域では、伝統的な宗教を信じるカレン人と仏教を信じるビルマ人の接触機会が増え、さらにキリスト教の宣教師が流入しはじめた。このような時代の流れのなかで、同地域では仏教やキリスト教の影響を受けた、さまざまな宗教運動が発生した。これらの宗教運動の主導者はしばしば「Bu Kho」と総称され、動物供犠を禁じ、文字や本の要素を含むといった共通項があった。たとえば、テナセリムで最初期にキリスト教の宣教活動をおこなったジョージ・ボードマンは1828年、タヴォイ東部で「10年以上も前、宗教的修行者の格好をした男が、あるカレン村を何度も訪れ、村人に豚や鶏などの特定の肉の消費をやめるように教え、いくつかの儀式の実践と、彼がもたらした本を崇拝することを教えた」と日記に記している。同じくビルマのカレン人居住地域で宣教師活動をおこなっていたラファム・ウェイド（Lapham Wade）は、1836年に「シャムのカレンがここを訪ねてきており、……彼らのもとに小冊子があり、彼らはそれを非常に尊重している。読むことはできないが、彼らは霊を崇拝する古い慣習を捨て、今ではこの本を崇拝しているという」と記述している。
こうした運動はときおり、宗教的指導者のもとで仏教的な千年王国の到来をもたらそうとする革命的で戦闘的な傾向を有することもあった。バプテスト系宣教師のアドニラム・ジャドソンは1833年に「アリーマデイ」（Areemaday、「未来仏」）を名乗るスゴー・カレン人の青年と面会し、「神が王の姿で現れ、平和の支配を回復する」大きな戦争が起こるという彼の預言を記録している。彼は1840年に「ミンラウン」（mìn laùng、「未来王」）を名乗って反乱を起こし、1844年から1846年にかけてビルマ軍と戦闘したものの、敗北し、戦死した。1856年にユンザリン川流域の村に現れたカレン人の反乱主導者も「未来王」を名乗り、転輪聖王の具現とみなされているビルマ王アラウンパヤーの伝承になぞらえ、自らの腕を燐で光らせた。
レーケー教と同時期に発生して、現存しているカレン人系の宗教としては、テラコン（Telakhon）がある。この宗教は1860年代にパアン郊外のKyaingで誕生した。テラコン教の教義においては、賭博、飲酒、薬物、内部に不和を起こすような行為、供物のために家畜を飼育することなどが禁じられており、信者が道徳的な生活を維持すれば7代目の指導者の時代に救世主が黄金の本を携えた「白い兄弟」として現れるという。1959年には1万人以上の信徒がいたが、預言が成就しなかったことと、指導者であるPhu Chaikが1972年にカレン民族同盟に処刑されたことを理由として教団は弱体化し、現在では主にタイ側で存続している。
レーケー教もまた、こうしたカレンの「Bu Kho」らによる宗教の典型例のひとつであるが、カレン人の識字という限定的だが特殊な実践を広めるための制度的ネットワークを構築したという点で先達とわずかな違いがあった。

### 宗教的存在としての文字
チン人・ アカ人・ラフ人・モン人など、東南アジア高地のゾミア地域の多くの民族は、自民族の識字能力が先祖の過ちによって喪失してしまったという神話をもっている。これらの非識字地帯では「書く」という営みは強力な権威の象徴として認識された。たとえば、1840年代のスゴー・カレン語のことわざとして「王を戴く人びとにはそれぞれ文字がある。王がいない人びとは自身の文字を持っていない」というものが記録されている。また、「書かれたもの」には超自然的な力があるとも考えられた。19世紀末期から20世紀初頭にかけての宣教師はラフ人の魔術師が秘教的な象形文字を使うことを記述しているほか、1883年の記録によれば、シャン語で印刷されたキリスト教の冊子がシャン州のある村に送られたものの、誰もあえてそれを読もうとせず、薬として病人に飲ませたという。
また、これらの地域ではしばしば宗教指導者により、啓示的な出来事を介した文字新作が行われることがある。たとえば、チン人の宗教指導者であるパウ・チン・ハウは独自の文字体系であるパウチンハウ文字を考案した。彼は1900年頃から幻視をみるようになり、イギリス人の幻に文字体系を教わった。
カレン人にも文字喪失神話が残されており、Kelly (2018)により細部の異なるいくつかのバリエーションが統合されたものが以下のものである。
先祖の時代、カレン人は7人兄弟の末の弟（もしくは長兄）で、それぞれの子供たちは最高神のユワ（Ywa）から神なる文字を授かった。中国人の兄弟には紙の本、ビルマ人の兄弟には貝葉の本、カレン人の兄弟には革の本が与えられた。ほかの兄弟は神から授かった本に注意を向け、学習したが、カレン人は畑仕事で忙しかったため、神なる文字を「白い兄弟」に託した。彼は本を手に入れ、Ywaと共に海を渡った。今日にいたるまで、カレン人は神と「白い兄弟」、彼がもつ本が返ってくることを待ち望んでいる。
また、神話の後半部分はこのように伝えられる場合もある。
カレン人は畑仕事に忙しかったため、神なる文字が書かれた革を雨季のあいだプラタナスの根もと（もしくは切り株の上）に放置した。彼が神なる文字のことを思い出したころには、革は犬や豚にかじられ、鶏に突っつかれてぼろぼろになっていた。彼は自分たちの文字を食べた鶏は失われた法則を体現しているだろうと考え、鶏の骨をつかって占いをはじめた。カレン人は読み書きの能力を失ってしまったため、ビルマ人に平原を追いやられ、支配されることになった。
この伝承を最初に記録した宣教師のフランシス・メイソン（Francis Mason）はこの神話における「ユワ」（Yu-wah）とはエホヴァ（Jehovah）のことにほかならず、カレン人はイスラエルを起源とする民であると考えた。この説は、20世紀に入り、カレン人が人類学の研究対象になるまでほとんど疑われることはなかった。ジャドソンをはじめとする宣教師はユワ信仰に取り入るべく「白い兄弟」を積極的に演じ、「失われた本」としての聖書を回復させようとした。この噂はまたたくまに広まり、聖書に対して跪いて祈るもの、感激のあまり涙するもの、聖書を抱きしめ接吻するものもいたという。
Womack (2005, p. 163)は、レーケー教は識字のための手段たる文字と、救済のための手段たる経典をセットにするバプテストの布教手段を、民族の「失われた文字」の神話と、東南アジアの非識字地域における秘教的な文字文化に紐づけ、再構成したものであると述べる。レーケー信徒であるSaw et.al. (2006)によるこの伝説の説明には、独自の結末が加えられている。
鶏の骨で占いをする習慣は徐々に広まり、鶏たちは大いなる霊を通して父なる神に嘆願をおこなった。父なる神は善良なナッと相談し、鶏の命を助けるためにも何らかの書き物を与えることが望ましいという結論を得た。このような経緯で、父なる神はカレン人に「鶏の引っかき文字（Leit-Hsan-Wait）」を与えた。

## レーケー教の発生
レーケー教の起源とレーケー文字の「再発見」は、1830年代にジョナサン・ウェイド（Jonathan Wade）らが、聖書を東部ポー・カレン語に翻訳することに着手したときに遡る。ウェイドはこの言語のためにビルマ文字を原型とした文字体系（キリスト教ポー・カレン文字）を作った。この「ビルマ的」な文字体系が広まっていくことに異議を唱えたのがMahn Thaung Hlyaである。彼はカレン人ではじめて公式の僧籍を得たBodaw Tah Miteに師事したのち、故郷のDon-Yingに戻った人物であった。1845年もしくは1844年（ビルマ歴1207年）、彼は考えを共有する長老6人とともにズウェガビン山に登頂し、カレン人の文字を手に入れるための断食をおこなった。彼ひとりだけが残った7日目、Mahn Thaung Hlyaは白衣を纏った聖者の幻を見た。聖者がなぜ断食をしているのか尋ねると、彼はカレン人の独自の文字のためであると答えた。聖者が手に持った杖で彼の眼前にある平らな石に触れると、文字体系一式があらわれた。
Mahn Thaung Hlyaは山を降り、ふもとの人に聖者から受け取った文字を見せたが、誰もそれを読むことができなかった。彼はサルウィン川西岸のHnit-yaに住むMahn Maw Yaingなら多くの言語を読むことができると聞き、教えを請いに向かった。彼はウェイドの聖書翻訳を手伝った人物でもあった。彼はハンセン病を患っており、誰も彼に近づくことはなかった。Mahn Thaung Hlyaは彼こそが文字を解読できる唯一の人物であると信じ、自らの故郷であるDon-Yingに彼の家を建てた。彼らはそこで文字の研究を続け、レーケー教の経典を生み出した。
Womack (2005, p. 155)はレーケー教団の公式書物であるAssociation for Leikel Religion Propagation (2000)をもとに、やや異なる話を採録している。彼らによれば、レーケー文字はビルマ歴1207年にPu Nai ThayatとPu Maung Tawdutが受け取ったものである。彼らはズウェガビン山で「ナッの王子」である弥勒菩薩（Arimettaya）、ダジャーミン、ブラフマー、ミン（Min）に出会い、文字を伝授された。文字体系はPu Maw Yaing とPu Ti Shwe Yaukにより整理され、学習のための入門書が作られた。この後、1860年もしくは1861年（ビルマ歴1222年）にPi Mike KaliとPu Ti Thaung Tawtが同じ神の使いから経典を受け取ったという。レーケー信徒は、1860年代に現れたレーケー経典は父なる神がカレン人の祖に渡した「神なる本」そのものであると考えている。

## 信仰
弥勒菩薩信仰であるが、独自の経典と文字を重視するため、仏教とは異質な宗教とみなされることもある。レーケー教の僧侶は仏教僧院で功徳をつむことはできない。法（dhamma）の定める戒律に従い道徳的な実践をおこない、両親を敬いつづけることで、黄金の舟に乗って現れる弥勒菩薩を迎えることができると信じられている。レーケー教の仏塔は9本の木からつくられ、供え物は米・胡麻・檳榔・椰子の実・うるち米・フトモモ科の植物の葉・バナナ・mi-thi（シート状に潰した米）をそれぞれ360セット用意する。この仏塔の模型は僧院（kyàung）の祭壇にも置かれる。
信仰の中心は土曜礼拝と菜食主義である。レーケー教の教師は生涯にわたり菜食主義を貫き、より下位の僧侶は木曜日から土曜日のみ肉を断つ。信徒は土曜日のみ肉を食べない。教師は毎日午前4時と11時に礼拝を行い、土曜日には3回礼拝を行う。在家信徒は土曜日の10時頃に一度だけ礼拝に参加する。土曜礼拝の際には教師は髷を結い、白衣を纏う。また、信徒はカレン人の伝統衣装を身に付ける。礼拝では音楽が盛んに演奏され、信徒も作曲する。楽曲の内容はアリヤ（弥勒菩薩）の信仰、功徳、カレンの伝統や歴史に関するものが多く、カレンの伝統音楽調のものと現代的な西洋音楽調のものの両方がある。信徒の若い男性は笛や太鼓、鐃鈸、マンドリンといった楽器を演奏し、女性は歌を歌う。歌が終わると、年長者は祭壇にろうそくを灯し、7人が前に座り、祈りながら聖水を会衆に撒く。

### レーケー文字
レーケー文字は、レーケー教徒により用いられている独自の文字体系である。「鶏の引っかき文字」という意味であるLeit-Hsan-Waitの名称でも知られる。Hayami (2008)はレーケー文字を用いることのできる教師の数を約200人と記述しているが、Fickle & Hosken (2013)によれば識字訓練を受けた教師は3200人以上存在するという。
左横書きで、25の子音と16の母音記号、3の声調記号と10の数字、1の句点の計55文字から構成される。子音文字に母音記号と声調記号を付加した一音節を基本単位とする。この構造は古モン文字やピュー文字などとも基本的に一致する特徴であるが、一致する書記素はほとんど存在しない。文章中の一部の文字が審美的あるいは筆記経済的な理由で90度横倒しされることがある。2013年にはレーケー文字をUnicodeに登録するための提案が行われた。